# Corynoptera irmgardis
Corynoptera irmgardis är en tvåvingeart som först beskrevs av Franz Lengersdorf 1930.  Corynoptera irmgardis ingår i släktet Corynoptera och familjen sorgmyggor. Arten är reproducerande i Sverige. Inga underarter finns listade i Catalogue of Life.